# Ahualulco del Sonido 13
Ahualulco (del náhuatl: Yahually ulco ‘Rodeo Grande’), oficialmente Ahualulco del Sonido 13  es una localidad del Estado de San Luis Potosí en México, cabecera del municipio del mismo nombre.
Fue fundado por Cristóbal de Oñate, el día 5 de febrero de 1542.
Se localiza al noroeste de la capital del estado, a 1,850 metros sobre el nivel del mar.

## Historia
En este municipio existen algunas cuevas con dibujos, puntas de flecha y lascas de pedernal; deducen que el terreno fue desde tiempos inmemorables hasta fines del siglo XVI zona chichimeca. La primera iglesia se comenzó a construir el 4 de octubre de 1574 y se consiguió establecer en el rancho de Ahualulco.
El pueblo fue fundado a principios de 1799 en una estación de la hacienda de Bocas en las carboneras de Fuentemayor, al hacerse la rectificación del límite entre Zacatecas y San Luis Potosí, y cambiarse estas áreas de sus territorios.
Los principios de Villa de Ahualulco se remontan a fines del siglo XVIII cuando los terrenos de La Estancia o Hacienda de Bocas correspondían a una obra pía; la cual dio toda clase de facilidades para que se instalaran los pobladores en el área donde se encuentra actualmente la Villa de Ahualulco.
En el año de 1846 los Condes del Peñasco vendieron al señor Juan de Dios Pérez Gálvez la Hacienda de Bocas,  iniciándose una serie de persecuciones y atropellos en contra de los habitantes de la Villa de Ahualulco, que entonces no pertenecía al estado de San Luis Potosí, sino al de Zacatecas.
Durante la segunda mitad del siglo XIX, existían algunas haciendas importantes en el municipio de Ahualulco, ellas eran:  Santa Teresa y San Juan, La Parada, Cerro Prieto y Corte Segundo. Su finca principal era la Hacienda de La Parada, cuyos orígenes se remontan hasta el siglo XVII.
En octubre de 1847, a mediados del siglo XIX, los vecinos de Ahualulco iniciaron una revuelta, los revoltosos saquearon la Administración de Rentas, el Curato y las principales casas. El gobierno potosino aunado al de Aguascalientes, combatieron la revuelta y sometieron a los participantes, enviándolos a prisión.
En el año de 1857, fue construida la parroquia actual. Según la Constitución Política del estado de Zacatecas, Ahualulco pertenecía a dicho estado; pero en el año de 1858, se permutó el municipio de Ahualulco por el municipio de Ojo Caliente que pertenecía al estado de San Luis Potosí. Ahualulco pasó a ser parte del estado potosino, con categoría de villa.
El 29 de septiembre de 1858 tuvo lugar en Ahualulco una furiosa batalla entre liberales y conservadores, llamada Batalla de Ahualulco; los primeros estaban comandados por Santiago Vidaurri, Juan Zuazua y Francisco Naranjo, en tanto que los segundos estaban dirigidos por Miguel Miramón, Leonardo Márquez y otros.
En Ahualulco fue establecido el servicio telegráfico en agosto de 1878 y las oficinas de correos funcionaron desde enero de 1879;  el alumbrado público de gas acetileno fue inaugurado en la plaza principal de la ciudad en diciembre de 1910, ya para entonces se habían iniciado los primeros acontecimientos revolucionarios.
Pronto llegaron a Ahualulco los trastornos de la Revolución apenas iniciada. Los daños los sufrieron principalmente las fincas agrícolas más prósperas que fueron invadidas por cabecillas que encabezaban gavillas de ladrones. Sin embargo, Ahualulco, cabecera del municipio poco sufrió con estos desmanes.
Otros lugares del municipio sufrieron después los ataques de los revolucionarios en distintas épocas. Acaso la más importante fue en febrero de 1931 cuando el cabecilla Benjamín Argumedo con su tropa, asolaron la hacienda de Valle Umbroso y luego siguieron por Ahualulco y Justino, donde se apoderaron de cuanto ahí encontraron, habiendo tiroteado el tren mixto de Aguascalientes-San Luis Potosí.
El pueblo de Ahualulco se erigió formalmente en Villa el 16 de agosto de 1859 y el 1º de julio de 1932, cambió su nombre de Ahualulco de Pinos por el de Ahualulco del Sonido 13, en honor a don Julián Carrillo.
Posteriormente el 25 de mayo de 1944 por decreto se le volvió a llamar Ahualulco, nombre que conserva hasta la actualidad.

## Julián Carrillo
(28 de enero de 1875 - 9 de septiembre de 1965, Ahualulco, San Luis Potosí), fue un compositor, director de orquesta, violinista y científico mexicano dentro de la corriente modernista internacional, considerado por varios especialistas como un genio de la Música en México y padre de la revolución musical más grande que jamás haya existido.
Realizó investigaciones sobre el microtonalismo desde fines del siglo XIX y desarrolló la teoría del Sonido 13, de la cual provino el nombre de Ahualulco del Sonido 13.